# واد ورغة
واد ورغة (بالأمازيغية: أسيف ن ورغا) هو نهر مغربي شمال البلاد يصب في مجرى واد سبو.

## تاريخ
وكان نهر ورغة موقع معركة رئيسية في الغزو الفرنسي للمغرب في العام 1924. شجع الفرنسيون اقتتال القبائل المغربية الأصلية في ما بين بعضها البعض، أستعمار ب 12000 جندي للمشاركة في عبور ورغة وحقق انتصارا كبيرا هنا من دون إطلاق رصاصة واحدة.

## التاريخ الطبيعي
في الأجزاء العليا من مستجمعات المياه في الأطلس المتوسط هو على مدى عصور ما قبل التاريخ موطن الرئيسيات كالمكاك البربري المعرض للانقراض، هذا الحيوان الذي كان بمجموعة أكبر من ذلك بكثير قبل التاريخ الحالي في شمال أفريقيا.